# Fernando de Santiago y Díaz de Mendívil
Fernando de Santiago y Díaz de Mendívil (* 23. Juli 1910 in Madrid; † 6. November 1994 ebenda) war ein spanischer Militär und Politiker. Er war Vizepräsident der ersten Regierung unter König Juan Carlos I. Vom 1. bis zum 3. Juli 1976 amtierte er kommissarisch als Ministerpräsident Spaniens.
Unter General Francos Kommando kämpfte er im Kolonialkrieg in Spanisch-Marokko (1927) und im Spanischen Bürgerkrieg. Später wurde er General und Direktor der spanischen Heereshochschule. 1971 wurde er Generalgouverneur der Kolonie Spanisch-Sahara und bemühte sich nach dem Massaker von Zamla im Juli 1970 um Verbesserung der Beziehungen zur einheimischen Bevölkerung. Er erreichte größere innere Autonomie für die politische Versammlung der Einwohner seines Machtbereichs.
1974 wurde er abgelöst und wechselte in das Institut für Verteidigungsfragen. 1975 wurde er nach dem Tod Francos als erster Vizeministerpräsident für Verteidigungsangelegenheiten in das Kabinett von Ministerpräsident Carlos Arias Navarro berufen, dem ersten unter König Juan Carlos I. Er amtierte in dieser Funktion nach der Ablösung von Arias Navarro 1976 drei Tage lang als Interimsministerpräsident bis zum Amtsantritt von Adolfo Suárez. Sein Amt als erster Vizeministerpräsident behielt er zunächst auch unter Suárez, trat jedoch im September 1976 zurück, nachdem Suárez seine politischen Reformpläne vorgestellt hatte. Bereits zuvor hatte er die Wiederzulassung von Gewerkschaften kritisiert.
Im September 1977 war er der Anführer einer Gruppe hochrangiger Heeresvertreter, die sich heimlich trafen, um König Juan Carlos in einem Brief um die „Rettung des Schicksals des Vaterlandes“ vor dem neuen politischen Kurs zu bitten. Er wird auch in Verbindung gebracht mit Aktivitäten im Umfeld des fehlgeschlagenen Putschversuchs vom 23. Februar 1981 bei der Amtseinführung von Suárez’ Nachfolger Leopoldo Calvo-Sotelo.